# Gomphandra lysipetala
Gomphandra lysipetala là một loài thực vật có hoa trong họ Stemonuraceae. Loài này được Stapf mô tả khoa học đầu tiên năm 1894.